# Lunino (Kaliningrad, Gwardeisk)
Lunino (russisch Лунино, deutsch Sanditten) ist ein Ort in der russischen Oblast Kaliningrad. Er gehört zur kommunalen Selbstverwaltungseinheit Stadtkreis Gwardeisk im Rajon Gwardeisk.

## Geographische Lage
Lunino liegt vier Kilometer nordwestlich von Snamensk (Wehlau) am Nordufer des Pregel (russisch: Pregolja). Durch den Ort verläuft eine Verbindungsstraße von Prudnoje an der Regionalstraße 27A-029 (ex R514 zur Föderalstraße A229). Die nächste Bahnstation ist Snamensk an der Bahnstrecke Kaliningrad–Nesterow (Königsberg–Stallupönen/Ebenrode) der einstigen Preußischen Ostbahn.

## Ortsname
Der Name „Sanditten“ weist den Ort als eine prußische Siedlung aus, wobei die Endung „-itten“ prußisch „Ort“ heißt, die Vorsilbe einen Personennamen meint, wie „Sande“ oder „Sandutte“.

## Geschichte
Funde aus vorgeschichtlicher Zeit belegen, dass das Gebiet von dem bis 1946 Sanditten genannten Ort ein altes Siedlungsgelände war. So entdeckte man 1928 wenige hundert Meter westlich Sandittens ein Hügel- und Flachgräberfeld, das bis in die Bronzezeit zurückwies. Eine Untersuchung von mindestens einhundert Gräbern nahm zwischen 1929 und 1932 der Forscher Carl Engel vor.
In der Geschichte Sandittens spielt die Familie von Schlieben eine bedeutende Rolle. Zu Beginn des Preußischen Städtekrieges traten Georg von Schlieben mit Christoph, Magnus und Conrad von Schlieben als Söldnerführer mit 557 Mann in den Dienst des Deutschen Ordens. Georg von Schlieben war dann ein Gesandter des Ordens beim Zweiten Frieden von Thorn im Jahre 1466. Dadurch erhielten die Familienglieder 1469 Burg Gerdauen und Stadt Gerdauen (heute russisch: Schelesnodoroschny) und Nordenburg (Krylowo), denen weitere Verschreibungen großer Teile der späteren Kreise Gerdauen und Darkehmen folgten.
1552 bekam Wolf von Tippelskirche das Dorf Sanditten verliehen. Sein Sohn verkaufte den Besitz 1581 an Christoph von Schlieben, dessen Familiennachkommen den Besitz Sanditten bis 1945 behielten.

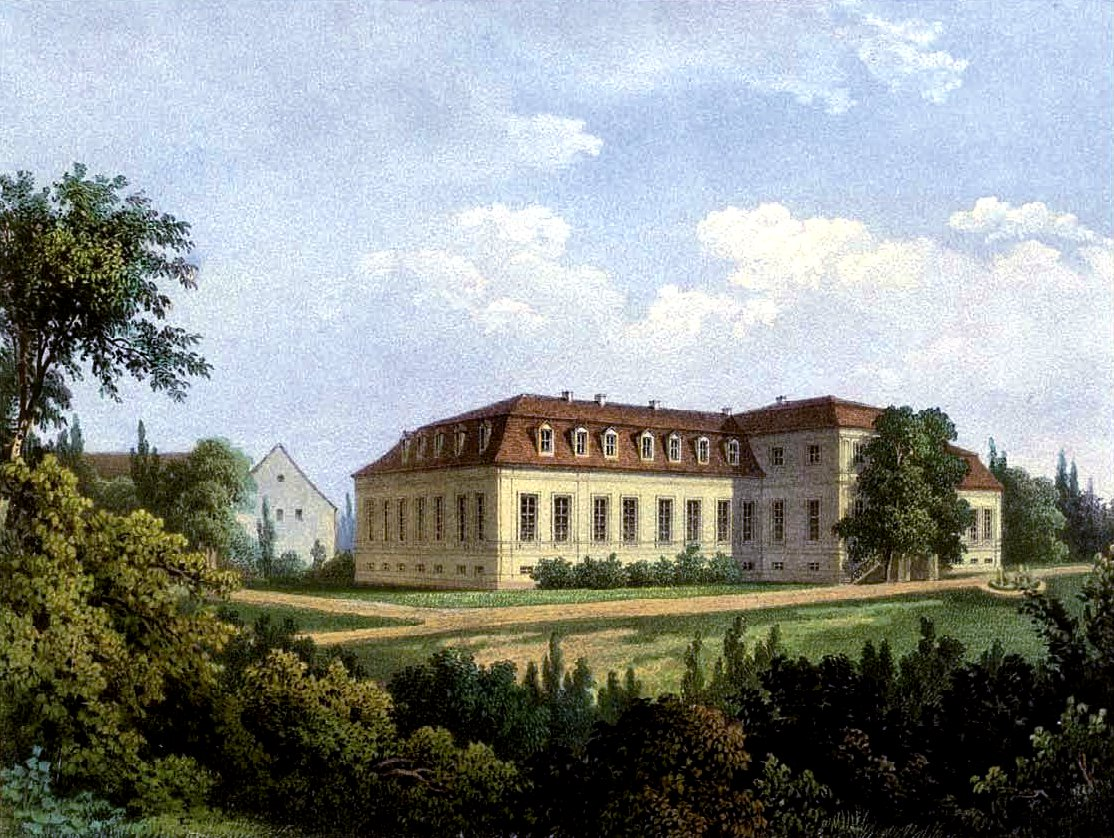
Das Schloss Sanditten in der Sammlung Alexander Duncker

- Siehe Hauptartikel: Schloss Sanditten

Das Barockschloss in Sanditten wurde unter Georg Christoph Graf von Schlieben zu Beginn des 18. Jahrhunderts errichtet. Der Baumeister ist unbekannt. 1830 erhielt das Gebäude einen klassizistischen Säulenvorbau mit Portal. In der Nacht vom 12. auf den 13. September 1856 übernachtete hier König Friedrich Wilhelm IV. auf dem Weg zur Kircheneinweihung in Schirwindt (heute russisch: Kutusowo). Einige Jahre später hielt sich hier der Kronprinz und spätere König auf, der allerdings nicht im Schloss empfangen wurde, sondern in einer Lichtung im Sanditter Wald ein Picknick einnahm. Sowohl im Ersten als auch im Zweiten Weltkrieg wurde das Schloss von Russen bzw. von Angehörigen der Roten Armee seines wertvollen Inventars beraubt. Letzter Herr auf Sanditten war Georg Günther Graf von Schlieben. Der Gutsbetrieb hatte vor 1945 eine Größe von etwa 2.250 Hektar.
Das Schloss überstand den Zweiten Weltkrieg und diente danach als Gefangenenlager. 1951 wurde es gesprengt und weitgehend zerstört. Es sind noch Ruinenreste des Hauses vorhanden, auch einige Wirtschaftsgebäude, die sogar noch Verwendung finden.
Am 13. Juni 1874 wurde Sanditten namensgebender Ort für einen neu errichteten Amtsbezirk. Er gehörte bis 1945 zum Kreis Wehlau im Regierungsbezirk Königsberg der preußischen Provinz Ostpreußen. Eingegliedert waren neben dem Gutsbezirk Sanditten mit den Ortsteilen Adamsheide, Oppen  dem Vorwerk Zargen (heute russisch: Istrowka) die Landgemeinden Pelohnen (Wyborgskoje, nicht mehr existent) und Schaberau (ebenfalls: Istrowka). Die Zahl der Einwohner Sandittens belief sich 1910 auf 659.
Am 1. November 1928 schlossen sich die drei in den Amtsbezirk Sanditten eingegliederten Orte zur neuen Landgemeinde Sanditten zusammen. Die Zahl der Einwohner betrug 1933 bereits 766 und belief sich 1939 auf 789.
Das nördliche Ostpreußen und mit ihm auch Sanditten kam 1945 an die Sowjetunion. 1947 erhielt der Ort die russische Bezeichnung „Lunino“ und wurde gleichzeitig dem Dorfsowjet Sorinski selski sowjet im Rajon Gwardeisk zugeordnet. Von 2005 bis 2014 gehörte Lunino zur Landgemeinde Sorinskoje selskoje posselenije und seither zum Stadtkreis Gwardeisk.

## Kirche
Sandittens Bevölkerung war vor 1945 überwiegend evangelischer Konfession. Das Dorf gehörte zum Kirchspiel der Kirche in Petersdorf (russisch: Kuibyschewskoje) im Kirchenkreis Wehlau (Snamensk) in der Kirchenprovinz Ostpreußen der Kirche der Altpreußischen Union. Heute liegt Lunino im Einzugsbereich zweier evangelisch-lutherischer Gemeinden, die in den 1990er Jahren entstanden sind: Bolschaja Poljana (Paterswalde) bzw. Gwardeisk (Tapiau), beides Filialgemeinden der Auferstehungskirche in Kaliningrad (Königsberg) in der Propstei Kaliningrad der Evangelisch-lutherischen Kirche Europäisches Russland.

## Söhne und Töchter des Ortes
- Albrecht Ernst von Schlieben (1681–1753), preußischer Staatsminister
- Otto Schulz (1887–1958), deutscher Lehrer und Abgeordneter des Provinziallandtages der Provinz Hessen-Nassau
- Erich Wewel (1894–1974), deutscher Verleger